# Euphorbia sebsebei
Euphorbia sebsebei là một loài thực vật có hoa trong họ Đại kích. Loài này được M.G.Gilbert mô tả khoa học đầu tiên năm 1992 publ. 1993.